# Nazionale femminile di pallacanestro del Sudan del Sud
La nazionale di pallacanestro femminile del Sudan del Sud è la rappresentativa cestistica del Sudan del Sud ed è posta sotto l'egida della locale federazione cestistica.

## Partecipazione ai tornei internazionali

### Campionato africano
- 2025: 3°

## Formazioni
Campionato africano femminile di pallacanestro 20250 Deng, 2 Bulgak, 3 Makuel, 4 Teny, 5 Gakdeng, 6 Wol, 7 Diew, 8 Macuel, 11 Mayen, 21 Leime, 32 Gabriel, 00 Washington,       All. Alberto Antuna